# 岡田登
岡田 登（おかだ のぼる、1952年2月 - ）は、日本の歴史学者、考古学者。皇學館大学名誉教授。
専門は日本古代史、日本考古学、神宮史。現在、皇學館大学非常勤講師として、考古学、神宮史の講義を行っている。

## 略歴
- 1974年　皇學館大學文学部国史学科卒業
- 1978年　皇學館大學大学院文学研究科博士課程退学。皇學館大學助手
- 1979年 -　皇學館大學史料編纂所所員
- 1987年 - 1990年　皇學館大學専任講師
- 1991年 - 1997年　皇學館大學助教授
- 1998年 - 2016年　皇學館大學教授
- 2017年　皇學館大学非常勤講師
- 2017年　皇學館大学名誉教授

## 著書

### 単著
- 『倭姫命について』（伊勢神宮崇敬会、2002）
- 『考古資料から見た志摩の歴史』（志摩市教育委員会、2010）

### 共著
- 『四日市市史第2巻史料編考古1』（四日市市、1988）
- 『四日市市史第3巻史料編考古2』（四日市市、1993）
- 『磯部町史』（磯部町、1997）
- 『紀勢町史』（紀勢町、2001）
- 『多度町史 資料編』（多度町、2002）
- 『伊勢市史 第6巻 考古編』（伊勢市、2011）